# Hair
Hair – The Tribal Love-Rock Musical är en musikal om hippiekulturen och flower power-generationen. Den skrevs av James Rado och Gerome Ragni med musik av Galt MacDermot. Urpremiären ägde rum i New York på off-Broadwayscenen, Joseph Papp's Public Theater, den 17 oktober 1967.
I april 1968 flyttade den till Broadway, Biltmore Theatre, där den spelades i 1 750 föreställningar. Hair var den första musikalen i teatervärldens historia att flyttas från off-Broadway till Broadway.

## Uppmärksamhet
Musikalen vållade stor uppståndelse när den kom på grund av sitt budskap, med sexuell frihet, antirasism och droger. Men också på grund av att skådespelarna var helt nakna i slutet av akt 1; något som blev ett rättsärende då föreställningen lämnade New York.
Musikalen har många välkända låtar såsom "Aquarius", "Easy to Be Hard", "Good Morning Starshine" och "Let the Sunshine In".

## Sverige

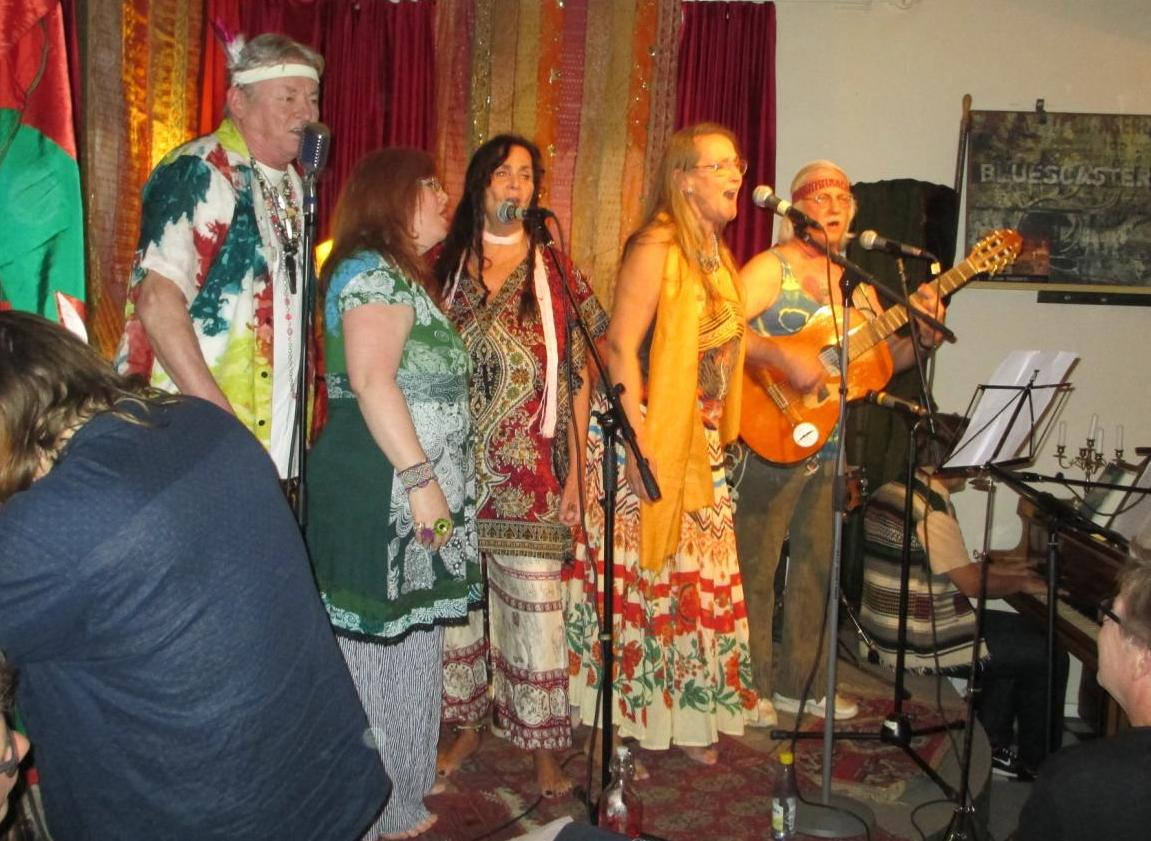
Ensemblemedlemmar från 1968, med Moberg, Munter och Sannemo i rad från höger räknat, framträder i Stockholm våren 2015 med sånger ur Hair.

Den första svenska och europeiska uppsättningen av Hair (svenska titeln Hår) gjordes hösten 1968 och spelades på Scalateatern i Stockholm. Den spelades i 134 föreställningar (20 september 1968–april 1969).
- Regi och översättning: Pierre Fränckel
- Musikalisk ledare: Bengt-Arne Wallin
- Ensemblen: Bill Öhrström, Ulf Brunnberg, Charlie Elvegård, Hawkey Franzén, Kisa Magnusson, Anne Nord, Anna Bella Munter, Jane Sannemo, Sten-Erik Moberg och Bruno Wintzell med flera.[2]

### Parkteatern 1999
3 juni 1999 hade Hair premiär på Parkteatern i regi av Ronny Danielsson. 

I rollerna:
- Berger: Gerhard Hoberstorfer
- Claude: Kim Sulocki
- Sheila: Gertrud Stenung
- Jeanie: Lise Hummel
- Woof: Fredrik Swahn
- Walther: Patrik Martinsson
- Ron: Magnus Borén
- Hud: Sean Leon
- Steve: Tobias Norenstedt
- Mariam: Mari Kohinoor Nordberg
- Susie: Anna Vnuk
- Crissy: Vivian Cardinal
- Joyce: Andreas Rodenkirchen
- Dionne: Lisa Werlinder

### Stockholms stadsteater 2011
Hair hade premiär på Stockholms stadsteater den 19 mars 2011 och med regi av Ronny Danielsson. Spelas minst våren och hösten 2011.  

I rollerna:
- Berger: Fredrik Lycke
- Claude: Albin Flinkas
- Woof: Oscar-Pierrou Lindén
- Sheila: Sara Jangfeldt
- Jeanie: Anna-Maria Hallgarn
- Vuxna m.fl. roller: Bengt Järnblad, Rolf Lydahl, Eva Stenson, Claire Wikholm

## Film
Filmversion av Hair kom 1979, i regi av Miloš Forman. I rollerna John Savage, Treat Williams och Beverly D'Angelo med flera.

## Sånger
Akt 1
- Aquarius - Ensemble och solist (ofta Dionne)
- Donna - Berger och ensemblen
- Hashish - Ensemblen
- Sodomy - Woof och ensemble
- I'm Black/Colored Spade - Hud, Woof, Berger, Claude och ensemble
- Manchester England - Claude och ensemble
- Ain't Got No - Woof, Hud, Dionne och ensemble
- I Believe in Love - Shelia och ensemble trio
- Air - Jeanie, Crissy och Dionne
- Initial (L.B.J.) - Ensemble
- I Got Life - Claude och ensemble
- Going Down - Berger och ensemble
- Hair - Claude, Berger och ensemble
- My Conviction - Margaret Mead (turist)
- Easy to Be Hard - Sheila
- Don't Put it Down - Berger, Woof och ensemble medlem
- Frank Mills - Crissy
- Be-In (Hare Krishna) - Ensemble
- Where Do I Go - Claude och ensemble

Akt 2
- Electic Blues - Ensemble kvartet
- Black Boys - Ensemble sextett, tre tjejer och tre killar
- White Boys - Ensemble Supremes trio
- Walking in Space - Ensemble
- Yes, I's Finished/Abie Baby – Abraham Lincoln och ensemble trio
- Three-Five-Zero-Zero - Ensemble
- What a Piece of Work is Man - Ensemble duo
- Good Morning Starshine - Sheila och ensemble
- The Bed - Ensemble
- Aquarius (repris) - Ensemble
- Manchester England (repris) - Ensemble
- Eyes Look Your Last - Claude och ensemble
- The Flesh Failures (Let the Sunshine In) - Claude, Sheila, Dionne och ensemble